# Альбов, Александр Павлович
Алекса́ндр Па́влович А́льбов (1902, Одесса, Российская империя — 3 ноября 1989, Пасифик-Гров, Калифорния, США) — майор Русской освободительной армии. Начальник отдела пропаганды штаба ВВС КОНР.

## Биография
Окончил гимназию в Одессе в 1918 году. Был участником восстания в Одессе под предводительством полковника Саблина в августе 1919 года, затем вольноопределяющимся 1-го Одесского караульного полка. С конца августа 1919 года до эвакуации из Новороссийска служил на бронепоезде «Генералъ Дроздовскій»; летом 1920 года — юнкер Корниловского военного училища, младший офицер комендантской роты Севастополя до эвакуации из Крыма. С 6 августа 1920 года — подпоручик лейб-гвардии Измайловского полка. Награждён Георгиевским крестом IV степени. Эвакуирован на корабле «Великий князь Александр Михайлович». Галлиполиец. Осенью 1925 года служил в составе Гвардейского отряда в Югославии.
Служил в РОА (майор): начальник отдела пропаганды штаба ВВС КОНР. С 1945 года проживал в США, где и умер 3 ноября 1989 года. Похоронен в Пасифик-Гров (США).
В декабре 1979 — марте 1981 в номерах 377—382 журнала «Наши Вести» впервые была опубликована книга А. П. Альбова «Начало конца» — воспоминания пулемётчика бронепоезда «Генералъ Дроздовскій» Александра Павловича Альбова от момента взятия Добровольческой армией Курска и Орла до отхода её частей из Туапсе в Крым (1919—1920 гг.).